# Пристанище Бургас
Пристанище Бургас е най-голямото морско търговско пристанище в България. Намира се на западния бряг на Бургаския залив и е част от трансевропейската транспортна мрежа. Управлява се от два основни оператора – държавното дружество „Порт Бургас“ ЕАД и частният концесионер БМФ Порт Бургас.
Към 2025 година пристанището разполага с 34 корабни места, разпределени между трите основни терминала: „Изток“, „Изток 2“ и „Запад“. Газенето на корабите варира от 7 метра при терминал „Изток“ до 15,5 метра при най-дълбоките кейове на терминал „Запад“.

## Терминали и инфраструктура
- Терминал „Изток“ – управляван от „Порт Бургас“ ЕАД, разполага с 14 корабни места с газене до 7 метра.
- Терминали „Изток 2“ и „Запад“ – управлявани от БМФ Порт Бургас, включват поне 15 активни корабни места.
- През май 2025 г. е въведен в експлоатация новият кей № 28 в терминал „Запад“, с дължина 260 метра и газене до 15,5 метра, подходящ за обслужване на контейнеровози с капацитет над 4 500 TEU.

### Развитие и модернизация
През юли 2025 г. започва драгиране на танкерните кейове 20А и 20В в терминал „Изток 2“ с цел достигане на дълбочина 12,55 метра, което ще увеличи капацитета за прием на кораби с течни товари.

## Характеристика

### Терминал „Изток“
В терминал „Изток“ на пристанището се обработват предимно генерални товари – метали, дървесина, хартия, храни, скрап, машини и др. По експлоатационни причини често се обработват и насипни товари – въглища, захар, амониев нитрат и малки партиди концентрати. 
Тук са разположени общо 14 кейови места, от които товарните корабни места са 9, а останалите са за спомагателни плавателни съдове (влекачи, спасителни и др.). Общата дължина на кейовете от  1950 m. Открита складова площ на терминал „Изток“ е 50 000 m2, а закритата – 35 000 m2.

#### Терминал „Изток 1“
Терминал „Изток 1“ се оперира от Пристанище Бургас ЕАД, държавно предприятие. На територията на Терминал „Бургас Изток 1“ се обработват генерални и насипни товари.

#### Терминал „Изток 2“
От 2013 се управлява на концесия от „БМФ Порт Бургас“ АД, собственост на НавиБулгар.

### Терминал „Запад“
В терминал „Запад“ се обработват метали, зърно, скрап, насипни товари и други. На терминала действат контейнерен и ро–ро терминали, както и най-големият хладилен склад в България. Корабните места са общо 6 на брой с обща дължина 890 m. Открита складова площ на термина е 191 000 m2, закритата – 21 000 m2, от които 7000 m2 са хладилна складова площ. 
От 2012 се управлява на концесия от „БМФ Порт Бургас“ АД, собственост на НавиБулгар.

## История
На 18 май 1903 г. е открито обновеното бургаско пристанище в присъствието на княз Фердинанд I. Още през 1899 г. е запален първият български пристанищен фар. При откриването си пристанището представлява басейн с 60 хектара площ, има три кейови стени с общ фронт 590 m и дълбочина на акваторията 24 фута. Дотогава целият труд е бил ръчен, като товарите са носени на гръб, върху самари. Докерите са вървяли с товарите по наклонени скели от кея към кораба.
През 1923 г. в Бургаското пристанище е изършен криминален обир на параход с манифактурни стоки, първо по рода си регистрирано престъпление.
През 1941 г. са доставени първите 2 крана – 3-тонни електрически, производство на „Шкода“. На 11 септември 1945 година на пристанището става голям пожар, довел до тежки материални щети, оценявани на 565 милиона лева (около 55 милиона евро от 2015 година по стойността на потребителските стоки).
На 5 септември 1974 г. официално е открито пристанището за насипни товари. От 1963 г. на 3 мили южно от основния порт, в района на парк „Росенец“, започва работа и терминалът за нефт и нефтопродукти. През 1980 г. влиза в експлоатация терминалът „Запад“, който е специализиран в обработка на големотонажни кораби, превозващи черни метали.
През 2011 г. българското правителството определя параходство „Български морски флот“ (БМФ) за концесионер на пристанищния терминал за насипни товари на пристанище Бургас. Компанията ще управлява тази част на пристанището 35 г. През същата година в рамките на проекта „Зона за обществен достъп“ в пристанище „Изток“, до вълнолома, са оформенени нови места за пасажерски кораби.
За 2011 г. пристанище Бургас обработва 3,5 млн. тона (спрямо 9,15 милиона тона от пристанище Варна) товари, което с 376 000 тона повече от предходната година.